# Alanoud Alsharekh
Alanoud Alsharekh (en arabe : العنود الشارخ ) est une féministe koweïtienne, membre fondatrice d'Abolish 153 une campagne appelant à mettre fin aux crimes d'honneur au Koweït. Elle reçoit l'Ordre national du Mérite en 2016 et fait partie des 100 Women de la BBC en 2019.

## Jeunesse et éducation
Alsharekh naît au Koweït. En 1992, elle étudie à l'école bilingue d'Al Bayan mais l'invasion du Koweït  par l'Irak la prive de son diplôme. Elle étudie la littérature anglaise au King's College de Londres. Elle obtient son diplôme en 1996, puis rejoint l'Université SOAS de Londres pour étudier la linguistique appliquée. Elle reçoit une bourse de l'Université du Koweït pour ces études. Enceinte de sa fille, elle retourne au Koweït au moment où le mouvement pour le suffrage commence. Lorsque les femmes perdent leur combat pour les pleins droits politiques en 1999, elle rejoint SOAS pour effectuer son doctorat, se concentrant sur le féminisme comparé et les études du Moyen-Orient. 

## Carrière
Après avoir terminé son doctorat, elle est nommée associée de recherche au SOAS,. Elle rejoint l'Université d'Uppsala où elle étudie la littérature du Moyen-Orient.  Elle est consultante universitaire principale à l'Université d'Uppsala, au Collège Whittier et à l'Université du Koweït,. Elle est nommée au Bureau de sécurité nationale du Koweït en 2008. 
Alsharekh est chercheuse associée à Chatham House, où elle dirige le programme Empowering Kuwaiti Women in Politics (autonomiser les femmes koweïtiennes en politique). Elle est simultanément directrice du conseil stratégique Ibtkar. À ce titre, elle œuvre en faveur des droits des femmes au Koweït et à l'étranger. Ibtkar dirige le programme Empowering Kuwaiti Women in Politics, qui comprend une année de formation des Koweïtiennes au leadership politique,. Outre la formation des femmes au Koweït, Ibtkar organise une formation axée sur les aspects culturels pour l'hôpital Great Ormond Street et le Royal College of Art.  
Parallèlement à son plaidoyer pour les femmes avec Ibtkar, Alsharekh est directrice de la campagne Friends who Care pour les jeunes filles vulnérables dans le système de protection sociale du Koweït. Elle travaille comme consultante en genre pour ONU Femmes et le Programme des Nations Unies pour le développement. Pendant sa conférence TED à Koweït City, elle parle de son activisme féministe. Alsharekh est la directrice fondatrice de la campagneAbolish 153 qui vise à mettre fin aux crimes d'honneur au Koweït,,. Elle est également chef de département à l'Arab Open University. En 2018, elle est nommée boursière non résidente à l'Institut des États arabes du Golfe.  Elle siège au conseil consultatif du Forum diplomatique mondial .  

## Prix et distinctions
- 2012 : Voices of Success Kuwait Award[1].
- 2013 : Doha Institute for Graduate Studies (en) Arab Prize pour la recherche en sciences sociales et humaines, pour la meilleure publication dans un journal étranger[1].
- 2015 : Prix Chaillot de l'Union européenne pour les droits de l'homme[19].
- 2016 : Ordre national du Mérite[9].
- 2019 : BBC 100 femmes[20],[21].

## Publications choisies
- (en) « Reform and Rebirth in the Middle East », Global Politics and Strategy, vol. 53, no 2,‎ 30 mars 2011, p. 51–60 (DOI 10.1080/00396338.2011.571010)
- (en) Popular Culture and Political Identity in the Arab Gulf States, Saqi, 2012 (ISBN 978-0863568626)
- (en) Challenging Limitations : Conference on the Redefinition of Roles for Women in the GCC, Saffron Books, 2005 (ISBN 1872843352)